# Roque Mesa Quevedo
Roque Mesa Quevedo (Telde, Las Palmas, 7 de juny de 1989) conegut com a Roque Mesa, és un futbolista canari. Juga com a migcampista.

## Trajectòria
Roque es va iniciar en clubs de base del municipi de Telde (Gran Canària). Amb 15 anys va deixar el cadet de la UD Telde per passar al Llevant UE. La temporada 2007-2008 va arribar al filial de Segona B.
Després de quatre anys a València, es queda sense equip i torna a les Canàries. Després d'un breu pas per l'AD Huracán del grup canari de Tercera, al mercat hivernal de 2012, fitxa per al filial del veí CD Tenerife també a tercera.
La temporada següent s'incorpora a la UD Las Palmas, de nou en un filial. El debut en segona li arriba de la mà de Juan Manuel Rodríguez, i va esdevenir titular en el primer equip la resta de la temporada 2011-12.
No obstant això, a l'any següent Sergio Lobera no hi confia, tot i que renova el seu contracte per dos anys més, i és cedit a l'Atlètic Balears. Després d'aquesta temporada de cessió, torna per incorporar-se un any més al filial que acabava d'ascendir a Segona B.
La temporada 2014-15 comença el seu ascens a l'estrellat. Paco Herrera li dona la titularitat i el comandament del centre del camp d'un equip que acabaria ascendint a primera divisió. A més, el decisiu gol que va marcar en el partit final de play-off davant el Reial Saragossa, el converteix en un dels herois de l'ascens.
La temporada següent, ja en la màxima categoria, és titular tot l'any tant amb Paco Herrera com amb el seu substitut, Quique Setién, contribuint en gran manera al bon any de l'equip groc. L'estiu està a punt d'abandonar el club amb destinació al Sevilla FC, amb una gran oferta, que la UD Las Palmas acaba rebutjant i millorant econòmicament el contracte que Roque té fins al 2020.
La temporada 2016-17 contínua la seva progressió, sent el líder indiscutible d'un equip elogiat per la majoria de la premsa esportiva.
El juliol de 2017 va ser traspassat al Swansea City, equip galés de la Premier League, una operació valorada en 12,5 milions d'euros, va signar un contracte de 4 anys amb els "cignes". El seu debut en la Premier es va produir el 19 d'agost de 2017 sortint com a titular en la derrota 1-4 davant el Manchester United FC.
El 30 de gener va ser cedit fins al final de la temporada al Sevilla FC de la Primera Divisió espanyola. Al final de la temporada es va executar l'opció de compra inclosa en la cessió, de manera que firmà fins a 2021 amb el club sevillista.
La temporada 2018-19, amb l'arribada de Pablo Machín a la direcció tècnica del Sevilla, guanya presència en l'equip titular, fent molt bons partits en el mig del camp sevillista.
El 14 d'agost de 2019 va ser cedit al Club Esportiu Leganés de la Primera Divisió espanyola. Després del descens del club, va tornar al Sevilla FC, però no va arribar a participar en l'inici de la temporada, rescindint l'any de contracte que li quedava, per fitxar pel Reial Valladolid per tres temporades.